# Benamaurel
Benamaurel település Spanyolországban, Granada tartományban. Benamaurel Castilléjar, Cúllar, Baza, Cortes de Baza és Castril községekkel határos. Lakosainak száma 2246 fő (2024).

## Népesség
A település népessége az elmúlt években az alábbi módon változott:
| Lakosok száma | 2378 | 2319 | 2328 | 2417 | 2471 | 2414 | 2359 | 2293 | 2284 | 2246 |
|               | 2001 | 2004 | 2006 | 2009 | 2011 | 2014 | 2016 | 2019 | 2021 | 2024 |